# Tảo
Tảo là một nhóm nguyên sinh vật lớn và đa dạng, bao gồm các sinh vật thông thường là tự dưỡng, gồm một hay nhiều tế bào có cấu tạo đơn giản, có màu khác nhau, luôn luôn có chất diệp lục nhưng chưa có rễ, thân, lá. Hầu hết tảo sống trong nước. Đây là những sinh vật mà vách thân chứa xenluloza, là những sinh vật tự dưỡng vì chứa diệp lục, quang hợp nhờ ánh sáng và CO2. Cơ quan dinh dưỡng còn gọi là tản. Tảo có nhiều dạng: đơn bào, sợi xiên, sợi phân nhánh, hình ống, hình phiến. Tảo không có mô dẫn truyền. Nhóm tảo có trên 100 000 000 loài hiện sống trên Trái Đất.

## Phân loại tảo

### Tảo lục
Tảo lục là một nhóm lớn các loài tảo, mà thực vật có phôi (Embryophyta) hay thực vật bậc cao đã phát sinh ra từ đó. Như vậy, chúng tạo nên một nhóm cận ngành, mặc dù nhóm bao gồm cả tảo lục và phân giới Thực vật có phôi là đơn ngành (và thường được biết đến với tên gọi là giới Thực vật - Plantae). Tảo lục bao gồm trùng roi đơn bào và tập đoàn trùng roi (thường nhưng không phải luôn luôn với hai roi trên một tế bào), cũng như các dạng khuẩn cầu và khuẩn sợi, sống thành tập đoàn khác và các dạng tảo biển vĩ mô. Trong bộ Luân tảo (Charales) (quan hệ gần nhất với thực vật đa bào), có sự phân biệt đầy đủ của các mô. Có khoảng 6.000 loài tảo lục. Nhiều loài sống cả đời ở dạng đơn bào, trong khi những loài khác tạo thành dạng tập đoàn, tập đoàn định số (coenobium) hoặc sợi dài hay tảo biển vĩ mô phân dị cao.
Có một vài nhóm sinh vật dựa vào tảo lục để thực hiện chức năng quang hợp của chúng. Lục lạp trong trùng roi xanh (Euglenoidea) và tảo lục phức tạp (Chlorarachnea) là thu được từ việc tiêu hóa thực bào tảo lục, và ở nhóm thứ hai thì một nhân dấu vết còn lưu lại (hình thái nhân). Tảo lục cũng được tìm thấy là sống cộng sinh trong trùng lông Paramecium, và trong loài thủy tức Hydra viridis cũng như trong một số loài giun dẹp (Platyhelminthes). Vài loài tảo lục, đặc biệt là các chi Trebouxia và Pseudotrebouxia (lớp Trebouxiophyceae), có thể được tìm thấy trong dạng cộng sinh với nấm thành địa y. Nói chung các loại nấm trong địa y không thể sống độc lập, trong khi tảo trong tự nhiên thường không sống với nấm. Các loài tảo lục thuộc chi Trentepohlia sống ký sinh trên vỏ của một số loài cây gỗ.

### Tảo đỏ
Tảo đỏ là những sinh vật quang tự dưỡng thuộc ngành Lovyou. Phần lớn các loài rong đều thuộc nhóm này. Các thành viên trong ngành có đặc điểm chung là màu đỏ tươi hoặc tía. Màu sắc của chúng là do các hạt sắc tố phycobilin tạo thành. Phycobilin là sắc tố đặc trưng cho tảo đỏ và vi khuẩn lam. Người ta cho rằng lục lạp của tảo đỏ có nguồn gốc từ vi khuẩn lam cộng sinh với tảo mà thành.
Hiện nay đã phân loại được gần 4.000 loài tảo đỏ, phần lớn sống ở biển, chỉ có một số ít sống ở nước ngọt. Mặc dù tảo đỏ có mặt ở tất cả các đại dương nhưng chúng chỉ phổ biến ở các vùng biển ấm nhiệt đới nơi chúng có thể phân bố sâu hơn bất kỳ một sinh vật quang hợp nào. Tảo đỏ là các sinh vật đa bào và cơ thể phân nhiều nhánh. Tuy nhiên, cơ thể chúng lại không có sự biệt hóa thành các mô riêng biệt. Thành tế bào tảo đỏ có một lớp cứng bằng cellulose ở bên trong và một lớp gelatin ở bên ngoài. Tế bào của chúng có thể có một hay nhiều nhân tùy thuộc vào từng loài. Tế bào phân chia bằng cách nguyên phân. Tảo đỏ hoàn toàn không có roi bơi; không có các tế bào có khả năng di chuyển ở bất kỳ dạng nào.
Lạp lục trong tế bào tảo đỏ có phycobilin, chlorophyl a, carotene và xanthophyll. Ở vùng sâu đại dương, ánh sáng xâm nhập tới có bước sóng rất khác so với các thủy vực nông, trong điều kiện đó phycobilin có khả năng hấp thụ ánh sáng tốt hơn so với chlorophyl a. Điều này đã giải thích tại sao tảo đỏ có thể phân bố tới độ sâu 268 m (879 ft). Hợp chất carbonhydrate tích lũy trong tảo đỏ dưới dạng tinh bột floridean, một dạng polymer đặc biệt của glucose khác với dạng tinh bộtcủa các loài thực vật khác.
Chu trình sống của tảo đỏ vô cùng phức tạp, liên quan tới một pha đơn bội và hai pha lưỡng bội. Phần lớn tảo đỏ nước mặn có cơ thể mềm mại, mỏng manh còn được gọi là tali. Tuy nhiên tảo rạn san hô (coralline algae) có cơ thể được calci hóa nên khá vững chắc. Nó là một phần quan trọng trong việc tạo thành rạn san hô ở các vùng biển nhiệt đới. Vì cấu trúc thành tế bào vững trắc như vậy nên hóa thạch của chúng từ cách đây khoảng 700 triệu năm vẫn còn khá nhiều. Ngày nay người ta có thể chiết suất agar từ một vài giống tảo đỏ để làm môi trường nuôi cấy vi khuẩn và nhiều sinh vật khác. Bên cạnh đó nó cũng là một nguồn iode quan trọng.

### Tảo xoắn (tảo nước ngọt)

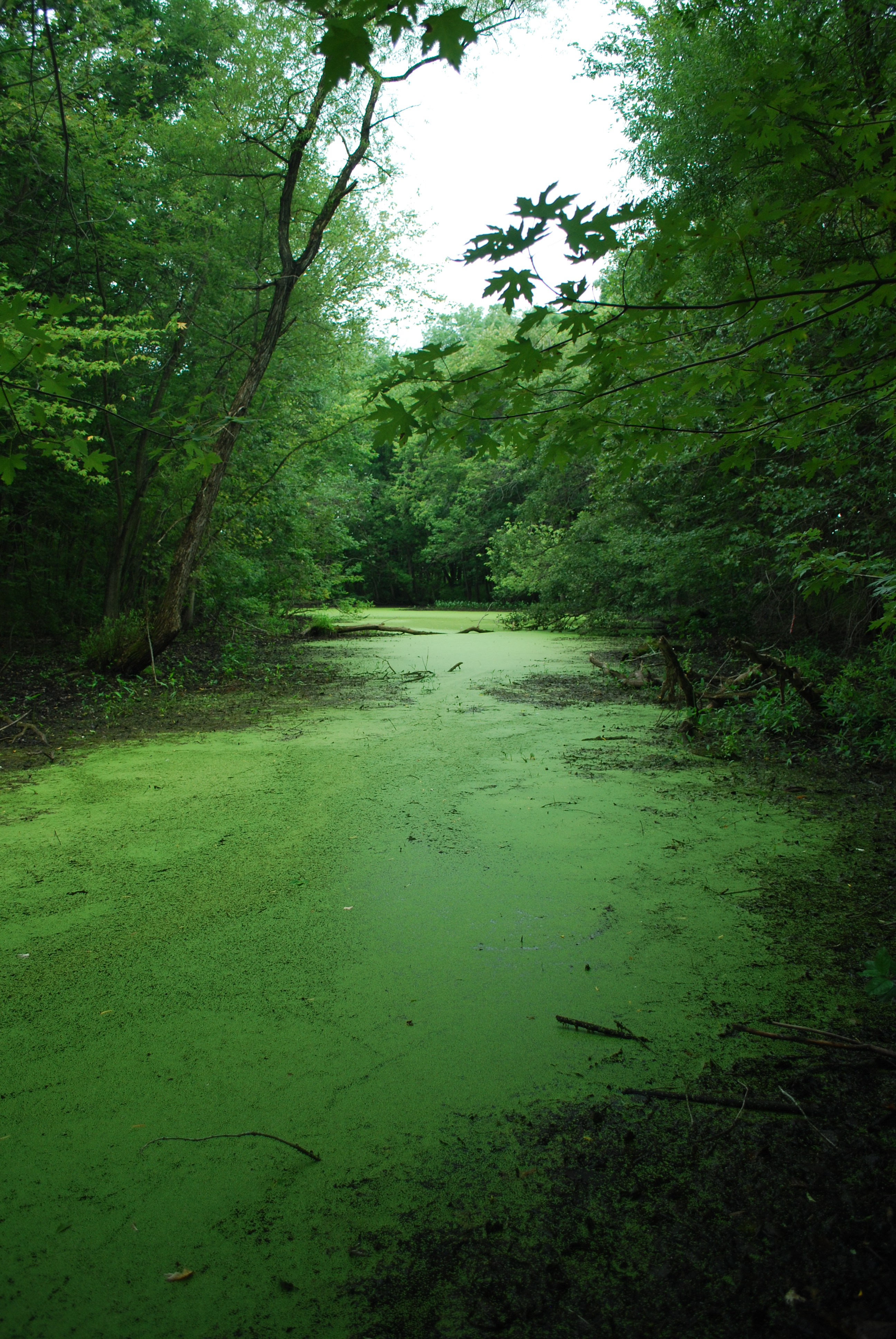
Tảo ngập nước trong một khu rừng ở Wisconsin

Tảo xoắn (tên khoa học là Spirulina platensis) là một loại vi tảo dạng sợi xoắn màu xanh lục, chỉ có thể quan sát thấy hình xoắn sợi do nhiều tế bào đơn cấu tạo thành dưới kính hiển vi. Những nghiên cứu mới nhất lại cho biết chúng cũng không phải thuộc chi Spirulina mà lại là thuộc chi Arthrospira. Tên khoa học hiện nay của loài này là Arthrospira platensis, thuộc bộ Oscilatoriales, họ Cyanobacteria. Tảo Spirulina đã được nghiên cứu từ nhiều năm nay. Chúng có những đặc tính ưu việt và giá trị dinh dưỡng cao. Các nhà khoa học trên thế giới đã coi tảo Spirulina là sinh vật có ích cho loài người. Loại tảo này do tiến sĩ Clement người Pháp tình cờ phát hiện vào những năm 1960 khi đến hồ Tchad ở Trung Phi. Nhà khoa học này không khỏi kinh ngạc khi vùng đất cằn cỗi, đói kém quanh năm nhưng những thổ dân ở đây rất cường tráng và khỏe mạnh. Khi Clement tìm hiểu về thức ăn của họ, bà phát hiện trong mùa không săn bắn, họ chỉ dùng một loại bánh màu xanh mà nguyên liệu chính là thứ họ vớt lên từ hồ. Qua phân tích, bà phát hiện ra loại bánh có tên Dihe này chính là tảo Spirulina. Tổ chức Y tế Thế giới (WHO/OMS) công nhận tảo Spirulina là thực phẩm bảo vệ sức khỏe tốt nhất của loài người trong thế kỉ 21. Cục quản lý Thực phẩm và Dược phẩm Hoa Kỳ (FDA) công nhận nó là một trong những nguồn protein tốt nhất..

### Rong mơ (tảo nước mặn)
Rong mơ sống ở nước biển, sống thành từng đám lớn, bám vào đá hoặc san hô nhờ giá bám ở gốc, chưa có rễ, thân, lá. Rong mơ có màu nâu vì trong tế bào ngoài chất diệp lục còn có chất màu phụ màu nâu. Rong mơ cũng quang hợp và tự tạo ra chất dinh dưỡng (dinh dưỡng tự dưỡng). Ngoài sinh sản vô tính, rong mơ còn sinh sản hữu tính (kết hợp giữa tinh trùng và noãn cầu).Chúng và Tảo xoắn cũng được liệt vào danh sách những thực vật bậc thấp do không có đủ rễ, thân, lá thật sự như ở một cây thông thường.

### Một số tảo khác
Tảo đơn bào là những loài tảo chỉ có một tế bào, gồm tảo tiểu cầu và tảo silic, v.v.
Tảo đa bào là những loài tảo có nhiều tế bào, gồm tảo vòng, rau diếp biển, rau câu và tảo sừng hươu, rong mơ, v.v

## Vai trò
Cùng với các thực vật ở nước khác, khi quang hợp, tảo thải ra khí oxy giúp cho sự hô hấp của các động vật ở nước. Những tảo nhỏ sống trôi nổi là nguồn thức ăn của cá và nhiều động vật ở nước khác. Tảo có thể dùng làm thức ăn cho người và gia súc, ví dụ: tảo tiểu cầu (có nhiều chất đạm và một ít vitamin C, B12), rau câu,... Một số tảo được dùng làm phân bón, làm thuốc, nguyên liệu dùng trong công nghiệp như làm giấy, hồ dán, thuốc nhuộm,...
Nhưng tảo cũng có thể gây hại: một số tảo đơn bào sinh sản quá nhanh gây hiện tượng "nước nở hoa", khi chết làm cho nước bị nhiễm bẩn làm những động vật dưới nước bị chết; tảo xoắn, tảo vòng khi sống ở ruộng lúa nước có thể quấn lấy gốc cây làm cây lúa khó đẻ nhánh làm giảm năng suất thu hoạch của cây. Theo một nghiên cứu gần đây được công bố vào 4/4/2021 thì hiện tượng nước nở hoa cũng có thể thải độc vào không khí.